# Uspeniwka (hromada Kurachowe)
Uspeniwka (ukr. Успенівка) – wieś na Ukrainie, w obwodzie donieckim, w rejonie pokrowskim, w hromadzie Kurachowe. W 2001 liczyła 507 mieszkańców.